# Allopachria sausai
Allopachria sausai är en skalbaggsart som beskrevs av Wewalka 2000. Allopachria sausai ingår i släktet Allopachria och familjen dykare. Inga underarter finns listade i Catalogue of Life.